# Jean Mbarga
Jean Mbarga (Ebolmedzo, 18 maggio 1956) è un arcivescovo cattolico camerunese, dal 31 ottobre 2014 arcivescovo metropolita di Yaoundé.

## Biografia

### Formazione e ministero sacerdotale
Dopo aver frequentato il seminario di Nkolbison, ha conseguito un dottorato in diritto canonico a Strasburgo e in diritto morale presso l’Accademia Alfonsiana in Italia. Successivamente ha conseguito la specializzazione in bioetica nella facoltà di medicina presso l'Università Cattolica del Sacro Cuore di Roma ed è stato ordinato sacerdote il 5 dicembre 1981 dall'arcivescovo Jean Zoa.
Dal 1992 al 2002 è stato rettore del seminario maggiore di Nkolbison.
Il 25 febbraio 2002 è stato nominato consultore del Pontificio consiglio per i laici.

### Ministero episcopale
Il 15 ottobre 2004 papa Giovanni Paolo II lo ha nominato vescovo di Ebolowa.
Ha ricevuto l'ordinazione episcopale il 5 dicembre 2004 dalle mani dell'arcivescovo Eliseo Antonio Ariotti, nunzio apostolico del Camerun, co-consacranti l'arcivescovo di Yaoundé Simon-Victor Tonyé Bakot e il vescovo di Sangmélima Raphaël Marie Ze.
Il 29 luglio 2013, è stato nominato da papa Francesco amministratore apostolico sede vacante et ad nutum Sanctae Sedis di Yaoundé, di cui il 31 ottobre 2014 è divenuto arcivescovo metropolita.

## Genealogia episcopale
La genealogia episcopale è:
- Cardinale Scipione Rebiba
- Cardinale Giulio Antonio Santori
- Cardinale Girolamo Bernerio, O.P.
- Arcivescovo Galeazzo Sanvitale
- Cardinale Ludovico Ludovisi
- Cardinale Luigi Caetani
- Cardinale Ulderico Carpegna
- Cardinale Paluzzo Paluzzi Altieri degli Albertoni
- Papa Benedetto XIII
- Papa Benedetto XIV
- Papa Clemente XIII
- Cardinale Marcantonio Colonna
- Cardinale Giacinto Sigismondo Gerdil, B.
- Cardinale Giulio Maria della Somaglia
- Cardinale Carlo Odescalchi, S.I.
- Vescovo Eugène de Mazenod, O.M.I.
- Cardinale Joseph Hippolyte Guibert, O.M.I.
- Cardinale François-Marie-Benjamin Richard de la Vergne
- Cardinale Pietro Gasparri
- Cardinale Clemente Micara
- Cardinale Antonio Samorè
- Cardinale Angelo Sodano
- Arcivescovo Eliseo Antonio Ariotti
- Arcivescovo Jean Mbarga